# 鹽水埤水庫

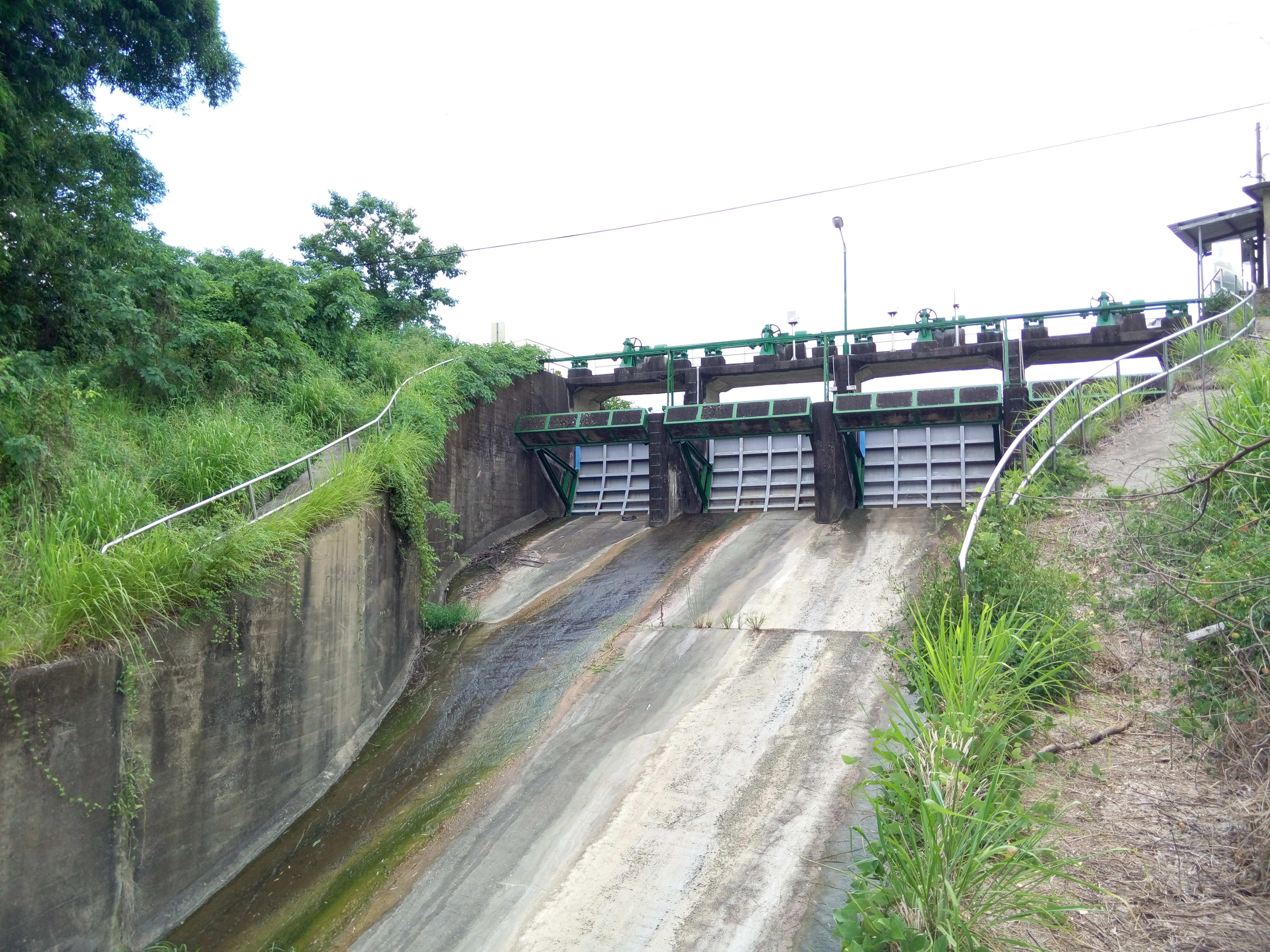
鹽水埤水庫排洪道，形式為閘門控制式

鹽水埤水庫，位於台灣台南市新化區礁坑里，即鹽水溪上游，屬於配合地方農業灌溉之用的小型水庫。

## 沿革
荷據時期，鹽水埤水庫附近就築堤蓄水灌溉，後因土堤被洪水沖毀而荒廢。清領時期道光期間，當地居民出資興建土堤灌溉，又再度因為洪水沖毀而荒廢。1954年，因虎頭埤水庫不足以灌溉，因此由嘉南農田水利會興建土壩蓄水，於1954年11月開工，隔年完工。

## 結構
鹽水埤水庫溢洪道為弧型，設有4閘門，緊急溢洪閘1座，放水門1座。